# Henry Walter Bellew
Henry Walter Bellew, né le 30 août 1834 à Nasirabad (en) en Inde et mort le 26 juillet 1892 à Farnham Royal en Angleterre, est un officier britannique, chirurgien et orientaliste amateur. Il est connu pour les ouvrages ethnographiques et linguistiques qu'il publie tout au long de sa carrière en Afghanistan.

## Biographie
Fils d'un capitaine de l'armée du Bengale (en), il fait ses études à Londres, puis sert brièvement dans la guerre de Crimée. Il regagne ensuite l'Inde, où il est enrôlé dans le Corps des Guides (en) et envoyé en mission en Afghanistan. Il y passe le reste de sa carrière, principalement à la frontière du Pendjab. Il est notamment chirurgien civil à Peshawar, sert le gouvernement à plusieurs reprises en tant qu'interprète et agent politique, et finit par occuper le poste d'officier politique en chef à Kaboul.

## Œuvre
Tout au long de son service, il s'intéresse de près aux langues et à l'ethnographie des peuples dont il a la charge. Il publie deux ouvrages sur le choléra en Inde, ainsi que plusieurs études sur les Pachtounes et les Afghans. Dans le récit d'un voyage effectué de l'Indus au Tigre, il inclut une grammaire et un vocabulaire du brahoui parlé au Baloutchistan. Sa contribution la plus remarquable reste toutefois son dictionnaire pashto-anglais et anglais-pashto, contenant plus de 9 000 mots, et publié à Londres en 1867. Cette référence est restée pendant plus d'un siècle le seul ouvrage de ce type et n'a toujours pas été entièrement supplantée par les publications afghanes modernes.